# (8132) Vitginzburg
(8132) Vitginzburg es un asteroide perteneciente al cinturón de asteroides, descubierto el 18 de diciembre de 1976 por la astrónoma soviética Liudmila Chernyj desde el Observatorio Astrofísico de Crimea.

## Designación y nombre
Designado provisionalmente como 1976 YA6. Fue nombrado Vitginzburg en honor al físico teórico y astrofísico soviético Vitali Guínzburg.